# Тати (язык)

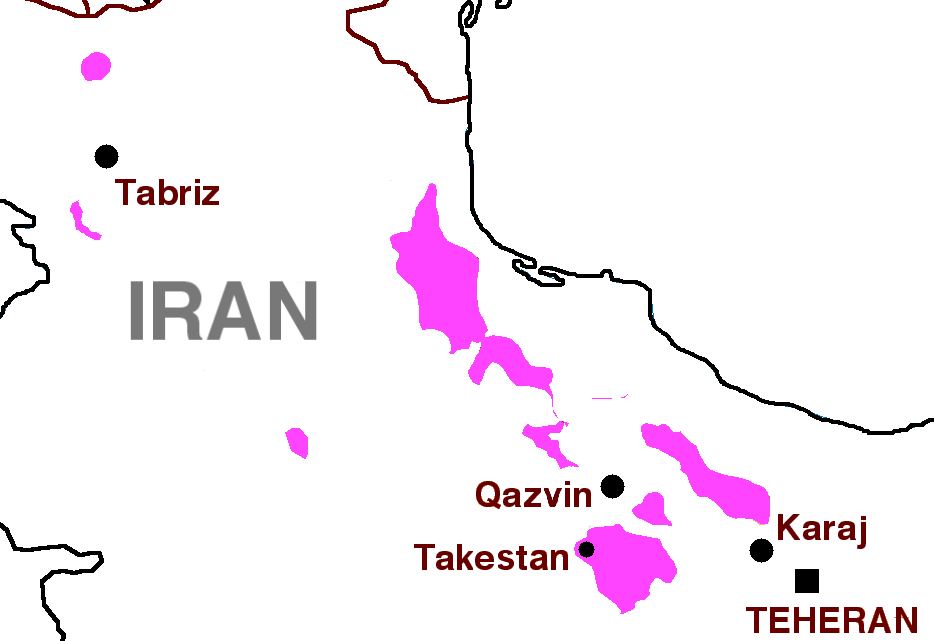
Распространение тати диалектов

Тати (Tati: تاتی زبون, Tati Zobun, перс. تاتی‎) — группа диалектов относящихся к северо-западным иранским языкам, тесно связанных с талышским языком (изредка также называются южнотатскими в отличие от татских идиомов Кавказа). Эти диалекты являются остатками языка азери, потомка мидийского языка, на котором говорили в северо-западном Иране вплоть до XVI—XVII вв. и который был вытеснен современным тюркским азербайджанским языком.

## Территориальное распространение
В настоящее время на тати говорят в северо-западном Иране, в некоторых частях Иранского Азербайджана (например, в районе Харзанабад, в окрестностях Халхала и Ардебиля) и к юго-западу и юго-востоку от него, в провинциях Зенджан, Рамнад и окрестностях г. Казвин.
Эхсан Яршатер наметил предварительное разделение диалектов тати на пять групп, главным образом, по территориальному признаку:
1. Первая (или южная) группа, распространена в областях Раманд и Эштехард (к югу и юго-западу от г. Казвин). Под общим названием раманди фигурируют диалекты (или говоры) одноимённой местности: чали, данесфани, хиараджи, хознини, эфарварини и примыкающие к ним: такестани, сагзабади и эбрахимабади.
2. Вторая группа диалектов тати с общим названием хоини (по г. Хоин к юго-западу от Зенджана).
3. Третья группа (или северная) тати диалектов включающая 23 диалекта, представлена в областях Хальхаль и Таром. Два представителя этой группы описаны Э. Яршатером.
4. Четвёртая группы на которых говорят в Харзанде (в селениях Галинкая, Старый Харзанд, Бабра) и Дизмаре (на крайнем северо-западе Иранского Азербайджана).
5. Пятая группа локализуется к северу и северо-востоку от г. Казвин, в селениях Кухпайех, Рудбар и Аламут.

Поздняя классификация определяет и иные области:
1. Провинция Восточный Азербайджан Ирана. Диалект Харзанди. с. Харзанд, Гелин-Кайя, Урьян-Тепе и д.
2. Провинция Восточный Азербайджан Ирана. Диалект Дизмара и Гасан-Абада.с. Каринган, Келасур, Уштобин и д.
3. Провинция Ардебиль Ирана. Поселок Каджал и диалекты Шахруда (с. Колур, Гилаван, Шаль, Дерав и д.)
4. Провинция Зенджан Ирана. Диалекты Верхнего Тарома. с. Джейшабад, Новкиан, Сиаваруд, Келасур и д.
5. Провинция Зенджан Ирана. Диалекты Хоина. с. Хоин, Халеб и т. д.
6. Провинция Казвин Ирана. Диалекты Аламута, Такестана (с. Такестан, Ибрагим-Абад, Сегз-Абад, Шал и д.), Буина и в провинции Альборз диалект Эштехарда.
7. Провинция Гилян. Диалекты Рудбара и Рустамабада.

Носители этих языков называют Татами. Но иногда можно встретить название Талыш (например в. селе Каринган).
Наименование «тати», начиная со средних веков, помимо Закавказья, было в ходу и на территории Северо-Западного Ирана, где оно прилагалось почти ко всем местным иранским языкам, за исключением персидского и курдского. В настоящее время в иранистике термин «тати», помимо наименования татского языка, близкородственного персидскому, применяется и для обозначения особой группы северо-западных иранских диалектов (чали, данесфани, хиараджи, хознини, эсфарварини, такестани, сагзабади, эбрахимабади, эштехарди, хоини, каджали, шахруди, харзани), распространённых в Иранском Азербайджане, а также к юго-востоку и юго-западу от него, в провинциях Зенджан, Раманд и в окрестностях города Казвин. Указанные диалекты проявляют определённую близость к талышскому языку и рассматриваются вместе с ним как одни из потомков языка азери.
Применение одного и того же названия «тати» к двум разным иранским языкам породило заблуждение о том, что таты Закавказья компактно проживают также и в Иране, из-за чего в некоторых источниках, при указании численности татов, указывался и одноимённый народ в Иране.

## История изучения
На диалекты тати впервые обратили внимание в 1930-х годах, когда знаменитое исследование Сейида Ахмеда Кесрави о языке «азери» (1926) подняло вопрос о древнем языке Азербайджана. Так, иранский исследователь М. Могаддам в статье, опубликованной в 1939 году, отмечал: 
«Господин Ибрахими, азербайджанский помещик? производивший на этот счет расследования, говорил мне, что на языке „азери“ говорят в сс. Гелин-Кайя, Дизедж-Горбан, Кури, Пир-Исхак, в новом Херзенде, в сс. Баберэ, Урьян, Карагез (находящемся в махалле Херзенд); на языке „азери“ говорит также племя Зафаранлу или Захоранлу, обитающее между Марагой и Шахин-Деж, у подножья гор Голь-Дамен, но язык Захоранлу, по-видимому, ближе к языку курдскому».
О диалектах тати писал Кесрави (1946), а в 1950-е годах — иранские учёные Каранг, Зока, Мортазави. Тогда же язык исследовал английский учёный Вальтер Бруно Хеннинг, давший некоторые наметки его диалектной классификации (1954); Хеннинг отрицал связь тати с древним азери, считая, что его носители пришли из других регионов Ирана. Однако основная заслуга изучения диалектов тати принадлежит иранскому ученому Эхсану Яршатеру, который начал заниматься ими в начале 1950-х гг. по поручению Хеннинга. Яршатер разделил диалекты тати на пять групп, в соответствии с территориальным распространением. В настоящее время обыкновенно выделяют северный, центральный и южный тати .

## Характерные особенности
В области фонетики тати схож с остальными северо-западными иранскими языками: его отличают сохранение иранских *z, *s, *y-, *v- против соответствующих юго-западных d, h, j-, b-; развитие ж < *j, *ч против юго-западного z, сохранение интервокального и поствокального *r и даже, для ряда диалектов, развитие ротацизма.
В области морфологии, тати отличается меньшей степенью аналитичности строя, чем юго-западные иранские языки. Утратив, наряду с ними, древние классы основ имени и глагола, тати сохранил падеж (двухпадежная система: прямой, или именительный, и косвенный падежи) — и род, характеризующий кроме имени и ряд глагольных форм.
В тати представлена эргативная конструкция со значительными признаками переразложения и уподобления номинативному построению.
Также для тати, как и для других языков северо-западной группы, остается свойственной препозиция определения.

## Тати и талышский язык
Тати и талышский — близкие друг другу северо-западные иранские языки. Хотя талышский и татский — два языка, которые повлияли друг на друга на разных уровнях, степень этого влияния в разных местах неодинакова. Фактически, сама близость двух диалектов была главной причиной невозможности провести чёткие границы между ними. Бывает, что говоры тати можно увидеть в центре талышских районов, а талышские — в центре тати районов. Это утверждение подтверждается акцентом на лингвистические характеристики тати и талышского, истории взаимоотношений двух языков, географических параметрах местности, а также фонологических, морфологических и лексических примерах.